# Grundsatzentscheidung
Als Grundsatzentscheidung werden Urteile und Beschlüsse oberer oder oberster Gerichte bezeichnet, die Rechtsfragen von grundsätzlichem Interesse erstmals klären oder eine bedeutende grundsätzliche Änderung in der Interpretation geltenden Rechtes vornehmen.

## Bedeutung von Grundsatzentscheidungen
In Rechtssystemen, die nach dem Fallrecht aufgebaut sind, haben Grundsatzentscheidungen die Wirkung eines Präzedenzfalls und binden andere Gerichte in ihrer zukünftigen Entscheidungsfindung. Aufgrund ihrer herausragenden Stellung kommt Grundsatzentscheidungen eine sehr hohe Bedeutung zu. Untergeordnete Gerichte müssen unter Beachtung des stare-decisis-Prinzips die Entscheidung in ähnlich gelagerten Fällen so anwenden, wie sie das übergeordnete Gericht vorgibt.
In Rechtssystemen, die auf kodifiziertem Recht basieren, haben Grundsatzentscheidungen über den einzelnen Fall hinaus keine direkt bindende Wirkung. Die Ursache dafür liegt in der Ansicht, dass die Rechtssetzung allein der Legislative zusteht und Richter in ihrer Unabhängigkeit nicht eingeschränkt werden sollen. In der Praxis werden Grundsatzentscheidungen von anderen Gerichten aber trotzdem oft bei der Auslegung von Gesetzen beachtet, um das Gebot der Rechtssicherheit nicht zu verletzen.

## Grundsatzentscheidungen in Deutschland
Im deutschen Rechtssystem fallen Grundsatzentscheidungen gewöhnlich den obersten Gerichtshöfen und dem Bundesverfassungsgericht zu. Aufgrund der besonderen rechtlichen Stellung des Bundesverfassungsgerichts kommt einigen Urteilen eine sofortige Gesetzeskraft und damit eine bindende Wirkung inter omnes zu.
Beispiele für Grundsatzentscheidungen:
- Herrenreiter-Fall: Der Bundesgerichtshof entschied 1958, dass bei erheblichen Verletzungen des Allgemeinen Persönlichkeitsrechts entgegen dem Gesetzeswortlaut ein Anspruch auf Geldentschädigung besteht.

- Rügeverkümmerung: Der Bundesgerichtshof entschied 2007, dass das Protokoll über die Hauptverhandlung eines Strafverfahrens nach Einlegung eines Rechtsmittels auch dann im Nachhinein berichtigt werden kann, wenn dadurch einer Rüge die Grundlage entzogen wird (so genannte „Rügeverkümmerung“). Damit wurde eine hundertjährige Rechtsprechung aufgehoben, die eine Protokollberichtigung in derartigen Fällen für unzulässig hielt.